# Vigna monophylla
Vigna monophylla är en ärtväxtart som beskrevs av Paul Hermann Wilhelm Taubert. Vigna monophylla ingår i släktet vignabönor, och familjen ärtväxter. Inga underarter finns listade i Catalogue of Life.